# Primäre Ciliäre Dyskinesie
Eine Primäre ciliäre Dyskinesie (PCD), kurz Ziliendyskinesie, ist eine sehr seltene angeborene Störung der Flimmerzellen des Oberflächenepithels (Zilien) im Atmungstrakt. Der Selbstreinigungs- und Abwehrmechanismus (Mukoziliäre Clearance) der Atemwege ist erheblich beeinträchtigt.
Bei etwa der Hälfte der Betroffenen liegt ein Kartagener-Syndrom vor mit seitenverkehrter Anlage innerer Organe (Situs inversus).
Die Erstbeschreibung stammt aus dem Jahre 1904 durch den ukrainischen Arzt Alfons Siewert (1872–1922).
Synonyme sind: Primäre ziliäre Dyskinesie; Primäre Ziliendyskinesie; Syndrom der immobilen Zilien, englisch Immotile cilia syndrome (ICS); selten: Siewert's syndrome; Siewert-Kartagener syndrome

## Verbreitung
Die Häufigkeit wird auf 1 zu 15.000–30.000, auf 1 zu 5.000–20.000 geschätzt, nach neuster Untersuchung dürfte die Häufigkeit zugrundeliegender Genvariationen bei 1 auf 7554 Personen liegen und bei Menschen mit afrikanischer Abstammung erhöht sein.
Beim Kartagener-Syndrom liegt immer eine Primäre Ciliäre Dyskinesie vor, ebenso bei der sehr seltenen Augenkrankheit Primäre Ziliendyskinesie - Retinitis pigmentosa.

## Ursache
Die PCD ist klinisch und genetisch heterogen. In etwa 30 % wurden keine ursächlichen Mutationen gefunden, bislang konnten an die 50 verschiedene Gene als Ursachen identifiziert werden. Die Vererbung erfolgt fasst immer autosomal-rezessiv.
Ausnahmen sind: (alle selten)
- PCD 43, autosomal-dominant, Mutationen im FOXJ1-Gen auf Chromosom 17 an q25.1[11]
- PCD 36, X-chromosomal-rezessiv, Mutationen im PIH1D3-Gen auf dem X-Chromosom an q22.3[12]

sowie eine gleichfalls X-chromosomal-rezessive Form mit Mutationen im OFD1-Gen an p22.2
Je nach zugrunde liegender Mutation können folgende Typen unterschieden werden (in absteigender Häufigkeit):
- PCD 3 (15–29 %), Mutationen im DNAH5-Gen auf Chromosom 5 Genort p15.2[14] Mutationen dieses Gens sind auch beim Katzenschrei-Syndrom (Cri-du-chat-Syndrom) beteiligt.
- PCD 7 (6–9 %), Mutationen im DNAH11-Gen auf Chromosom 7 an p15.3[15]
- PCD 14 (4–9 %), Mutationen im CCDC39-Gen auf Chromosom 3 an q26.33[16]
- PCD 17 (<4 %), Mutationen im CCDC103-Gen auf Chromosom 17 an q21.31[17]
- PCD 28 (<4 %), Mutationen im SPAG1-Gen auf Chromosom 8 an q22.2[18]
- PCD 15 (3–4 %), Mutationen im CCDC40-Gen auf Chromosom 17 an q25.3[19]
- PCD 23 (<3 %), Mutationen im ODAD2 (ARMC4)-Gen auf Chromosom 1 an p12.1[20]
- PCD 30 (<3 %), Mutationen im ODAD2 (CCDC151)-Gen auf Chromosom 19 an p13.2[21]
- PCD 1 (2–10 %), Mutationen im DNAI1-Gen auf Chromosom 9 an p13.3[22]
- PCD 22 (2–4 %), Mutationen im ODAD2 (ZMYND10)-Gen auf Chromosom 3 an p21.31[23]

## Pathologie
Bei der PCD sind alle Körperzellen mit Zilien betroffen, also insbesondere der Atemwegstrakt einschließlich der Nasennebenhöhlen. Eine Unfruchtbarkeit kann durch Bewegungseinschränkung der Spermien beziehungsweise des Eileiters auftreten.

## Klinische Erscheinungen
Klinische Kriterien sind:
- Manifestation bereits bei oder kurz nach Geburt
- Atemnot mit Tachypnoe in 75 %
- tägliche Rhinitis, feuchter Husten, chronische Atemwegsinfektionen
- wiederholte Sinusitis
- Chronische Mittelohrentzündung (50 %) eventuell mit Hörverlust
- Bronchiektasie (fast immer)

Seltener kommen Trichterbrust und Skoliose vor (5–10 %). Auch kann ein Hydrozephalus auftreten.
Mitunter erfolgt die Diagnose erst im Erwachsenenalter
Liegt zusätzlich ein Situs inversus vor (40–50 %), handelt es sich um das Kartagener-Syndrom.

## Diagnose
Die Diagnose ergibt sich aus den klinischen Befunden und kann durch humangenetischen Nachweis einer der Mutationen gesichert werden. Im Transmissionselektronenmikroskop können in Biopsien ultrastrukturelle Defekte in den Zilien gefunden werden. Ab dem 5. Lebensjahr kann die Messung von Stickstoffmonoxid im Nasenraum als  Screening durchgeführt werden.

## Differentialdiagnose
Abzugrenzen sind:
- Mukoviszidose
- Immundefektsyndrome
- Gastroösophagealer Reflux
- Fehlbildungen der Atemwege wie Tracheo-ösophageale Fistel
- chronischer Fremdkörper
- Chronisch obstruktive Lungenerkrankung

## Therapie
Eine ursächliche Behandlung ist bislang nicht bekannt, symptomatisch muss die Schleimlösung verbessert werden, Antibiotikagabe und Immunisierung werden empfohlen. Im Endstadium ist eine Lungentransplantation zu erwägen.